# Speaking of Now
Speaking of Now är ett musikalbum av Pat Metheny Group, utgivet 2002 av Warner Bros..

## Låtlista
Alla låtar är skrivna av Lyle Mays & Pat Metheny om inget annat anges.
1. "As It Is" – 7:40
2. "Proof" – 10:13
3. "Another Life" (Metheny) – 7:08
4. "The Gathering Sky" – 9:22
5. "You" (Metheny) – 8:24
6. "On Her Way" – 6:04
7. "A Place in the World" – 9:52
8. "Afternoon" (Metheny) – 4:43
9. "Wherever You Go" – 8:04

Alla låtar är arrangerade av Metheny & Mays.

## Medverkande
- Pat Metheny — akustisk, el- & synthgitarr
- Lyle Mays — piano, keyboards
- Steve Rodby — kontrabas, cello (spår 1)
- Richard Bona — sång, percussion, akustisk gitarr (spår 4), bandlös elbas (spår 7, 9)
- Cuong Vu — trumpet, sång
- Antonio Sanchez — trummor
- David Samuels — percussion, marimba

## Utmärkelser
Grammy Awards
| År   | Vinnare           | Kategori                                      |
| ---- | ----------------- | --------------------------------------------- |
| 2003 | Pat Metheny Group | Grammy Award for Best Contemporary Jazz Album |

## Listplaceringar
| Lista (2002) | Topplacering |
| ------------ | ------------ |
| Sverige      | 51           |
| Italien      | 9            |
| Tyskland     | 24           |
| Frankrike    | 72           |